# 아시야역 (서일본 여객철도)
아시야역(일본어: 芦屋駅, あしやえき 아시야에키[*])은 일본 효고현 아시야시에 위치한 서일본 여객철도의 역이다.

## 역 구조
쌍섬식 승강장으로 2면 4선 승강장의 양쪽에 통과선이 한개씩 설치된, 총 2면 6선의 지상역이다. 역사는 고가화되어 있다. 외측선의 본선은 특급 열차나 화물 열차 등의 통과선으로 승강장이 없다. 그 때문에 신쾌속은 아시야역에서만 내측선의 대피선 (1·4번 승강장)에 선다. 보통 열차와 신쾌속, 쾌속과의 접속역이지만 접속 열차에 의해 보통 열차의 도착 승강장이 바뀐다. 심야 시간대에는 JR 고베 선이 20분 사이클 운전이 되어 산노미야 등의 완급접속을 볼 수 없게 되지만 아시야역에서만큼은 완급접속이 이루어진다. 아시야에는 회차 설비도 있어 현재는 잘 쓰이지 않지만 한신·아와지 대지진 당시까지는 쓰였었다. 2007년 후반, 아침 출근 시간대에 아시야에서 시발(始發)하는 보통 열차가 설정되었다. 덧붙여 한신·아와지 대지진 당시 승강장이 무너져 오사카 방면의 홈은 동쪽으로 약간 기울어져 있다. 아침 출근 시간대에는 이 역의 오사카 방면 열차의 완급 접속이 이루어지지만 신쾌속과 쾌속이 4분마다 발차하도록 되어 있기 때문에 발차 시각도 알기 쉬운 편이다.
어번 네트워크 구역의 일부로 이코카 및 제휴된 IC 카드의 사용이 가능하다.

### 승강장
| 1 | ■ JR 고베 선 (상행 대피선) | 아마가사키 · 오사카 · 교토 방면 | (주로 신쾌속 및 JR 도자이 선 직통 열차) |
| 2 | ■ JR 고베 선 (상행 내측선) | 아마가사키 · 오사카 · 교토 방면 | (주로 쾌속 및 보통)                     |
| 3 | ■ JR 고배 선 (하행 내측선) | 산노미야 · 히메지 방면          | (주로 쾌속 및 보통)                     |
| 4 | ■ JR 고베 선 (하행 대피선) | 산노미야 · 히메지 방면          | (주로 신쾌속 및 JR 도자이 선 직통 열차) |

## 역사
- 1913년 8월 1일: 일본국유철도 도카이도 본선 니시노미야 ~ 스미요시 구간에 신설개업. 여객 및 화물 취급 개시. 당시 지역 주민의 청원으로 공사비 1만엔을 기부함으로써 건설하였다.
- 1960년 10월 1일: 화물 취급 폐지
- 1980년 10월: 민자 역사 개업
- 1987년 4월 1일: 민영화에 따라 서일본 여객철도 소속이 된다.
- 1990년 3월 10일: 낮 시간대 신쾌속 정차가 시작되었다.
- 2003년 11월 1일: 이코카 사용이 개시되었다.
- 2003년 12월 1일: 신쾌속이 전일 정차하게 되었다.

## 인접한 역
| 서일본 여객철도 도카이도 본선 | 서일본 여객철도 도카이도 본선 | 서일본 여객철도 도카이도 본선 |
| ----------------------------- | ----------------------------- | ----------------------------- |
| 아마가사키 쓰루가 방면        | ■ JR 고베 선 신쾌속           | 산노미야 히메지 방면          |
| 니시노미야 마이바라 방면      | ■ JR 고베 선 쾌속             | 스미요시 히메지 방면          |
| 사쿠라슈쿠가와 교토 방면      | ■ JR 고베 선 보통             | 고난야마테 니시아카시 방면    |